# OpenSCAD

OpenSCAD es una aplicación libre para crear objetos sólidos de CAD. No es un editor interactivo sino un compilador 3D basado en un lenguaje de descripción textual. Un documento de OpenSCAD especifica primitivas geométricas y define como son modificadas y manipuladas para reproducir un modelo 3D. OpenSCAD está disponible para Windows, Linux y OS X. OpenSCAD realiza geometría constructiva de sólidos (CSG).
En 2015 usa CGAL (biblioteca de algoritmos de geometría computacional), como motor básico de CSG, que junto con otras bibliotecas cuidan de los detalles de intersección, diferencia o sumas de Minkowski. Los resultados pueden ser reproducidos en ficheros 2D DXF o SVG, o ficheros 3D como AMF, OFF, STL o imágenes como PNG. Para previsualización rápida de modelos usando un z-buffer, OpenSCAD emplea OpenCSG y OpenGL. En contraste, CGAL es usado para renderizado completo de geometría 3D, así como otros motores de geometría CSG, que algunas veces pueden tardar muchos minutos o horas para completar.
OpenSCAD permite al diseñador crear modelos 3D precisos y diseños paramétricos que pueden ser fácilmente ajustados cambiando los parámetros.
Comparado con la mayoría de otros formatos de fichero CAD, que no son fácilmente leíbles por humanos, los documentos OpenSCAD son como el software de código abierto. Por su naturaleza textual, es mucho más fácil para las personas distribuir dibujos CAD como documentos OpenSCAD, independiéntemente de las mejoras incrementales de cada uno, y juntar todos los dibujos CAD como un único documento que incluya todas las mejoras realizadas.
OpenSCAD es una herramienta de modelado sólido no visual orientada a programación, ha sido recomendada como una herramietna de nivel inicial para diseñar hardware de código abierto como herramientas para investigación y educación.